# 装甲車

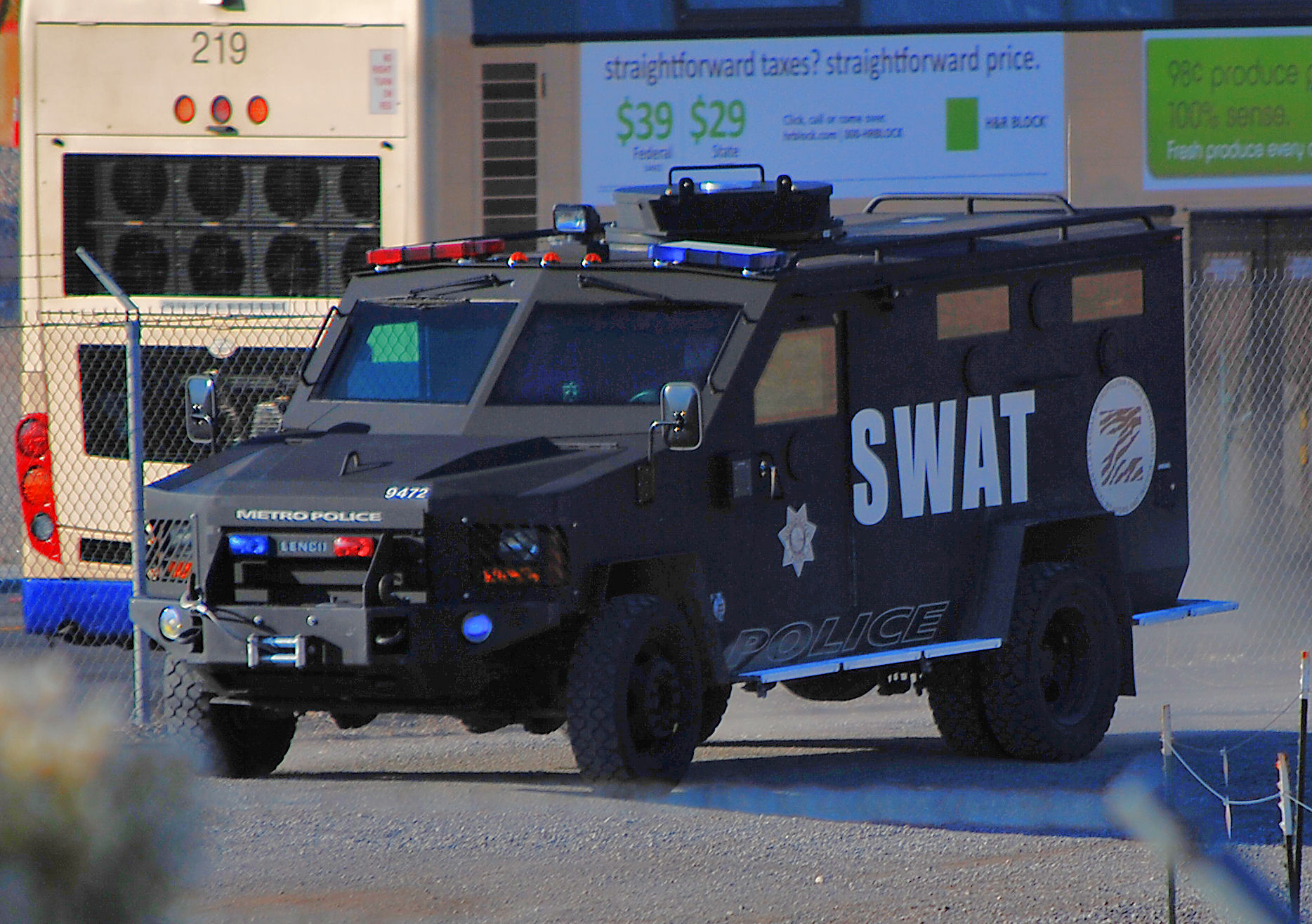
アメリカの特殊部隊で採用されているレンコ・ベアキャット

装甲車（そうこうしゃ、Armored Car、AC）は、装甲を備える自動車である。軍用以外にも警備や暴動鎮圧に使われる警察用の装甲車、消防用の耐火装甲を備えた消防車、現金輸送車など、民間用や文民用の装甲車もある。

## 定義
欧米圏におけるArmored carとは、軽量の装輪装甲車を指し、特に軍用車について日本における「装甲車」の定義区分とはズレがある（なお韓国や中国でも「装甲車」は装輪と装軌両方を含む）。
日本における軍用の「装甲車」の概念とは、英語ではArmored vehicleが近しいが、独立の分類項目として扱われることは少ない。
大日本帝国陸軍では歩兵科と騎兵科の戦車を巡る対立のため、騎兵科および後身の捜索連隊で運用される豆戦車相当の九二式重装甲車や九七式軽装甲車などの装軌戦闘車両は「戦車」の名称を避けたとされる（騎兵戦車）。その一方、Armored carに属するウーズレーや海軍九三式などは装甲自動車とも呼ばれたが、戦後は装甲車のくくりに埋没し装甲自動車の呼称も廃れた。
自衛隊では60式や73式など、装軌式の装甲兵員輸送車の事を「装甲車」と呼び、装輪の96式は「装輪装甲車」と呼んで区別している（自衛隊用語）。

## 軍用装甲車

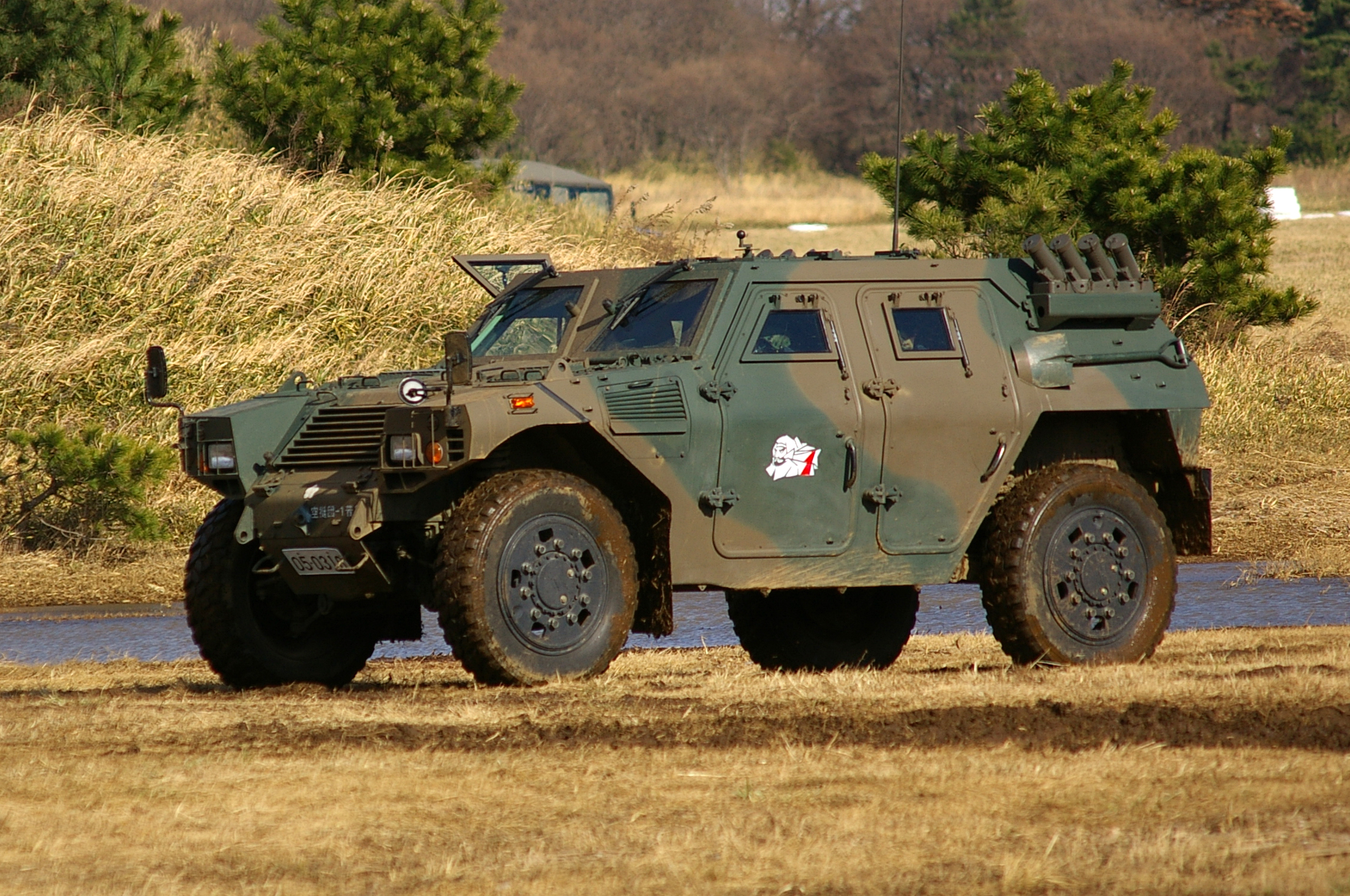
陸上自衛隊の軽装甲機動車

軍用の装甲車は、戦闘を目的とする装甲戦闘車両と戦闘以外の輸送任務などを目的とする車両に分けられる。一般に、装甲戦闘車両は装甲が厚く搭載する兵器も強力であるが、輸送任務等を主に行なう装甲車は比較的軽装甲で固有の兵器も小火器程度か搭載しないものが多い。
また、軍用の装甲車は、タイヤを備えた装輪装甲車と無限軌道を備えた装軌装甲車の2つに分類される。

### 歴史
兵器としての装甲車は第一次世界大戦以降、各国でさまざまな火器を搭載し装甲によって防護された多様な車両が製作された。
第二次世界大戦中には、路上においては装軌車より高速であるために偵察用として使用された。路外走行性能に優れた半装軌車および装軌車も普及が進み、戦場から戦場へと将兵を運ぶ用途に用いられた。
第二次世界大戦後には、兵員を輸送するための装甲車を装甲兵員輸送車とし、戦場で戦車と共に戦い兵員も輸送する歩兵戦闘車というカテゴリーが生まれた。
一般に装甲兵員輸送車の任務は、兵員に防護を提供しつつ戦場間や後方との間を移動する、いわゆる「戦場のタクシー」と呼ばれるものであった。大口径の火器の脅威に曝される危険性は低く、その装甲も機銃弾や砲弾の破片に耐える程度のもので充分とされていた。しかし、小型軽量の対戦車兵器である肩打ち式の対戦車ミサイルの普及により、歩兵の対戦車戦闘能力は著しく向上した。第四次中東戦争において、エジプト軍の歩兵がソ連製の肩打ち式対戦車火器によってイスラエル国防軍の戦車部隊に有効な損害を与えてその行動を遅滞させたことは、イスラエル軍の基本戦術であるオールタンクドクトリン（戦車至上主義）を揺るがせた。この戦訓によって、対戦車ミサイルによって攻撃を図る敵歩兵を味方戦車に寄せ付けないために歩兵が戦車とともに密接に連携することが求められるようになった。敵の強力な砲火に曝されながら、味方戦車に随伴する歩兵を運搬する任務には、装甲兵員輸送車では不充分であることが認識されるようになってきた。従来の装甲兵員輸送車では、防御力と攻撃力が不足していた。これに応じて、機関砲弾に耐える程度の装甲防御力と、機関砲や対戦車ミサイルによる攻撃力を備えた歩兵戦闘車が登場した。
東西冷戦の終結後、軍事費の支出が抑えられるようになると、装甲車より調達費と維持費が安く、エンジン、タイヤ、サスペンションの技術的な進歩によって、不整地走破能力が向上した装輪装甲車が好んで配備されるようになった。また、戦闘の形態が不正規戦に移行した事で、空輸による緊急展開が可能で舗装路での走行能力が大きく、戦車等に比べて威圧感が少ないなどの扱い易さが歓迎されて、先進各国での取得が増えるようになった。また、アジア・アフリカ・南アメリカの第三世界諸国でも、陸戦装備の国産化手段として戦車よりは技術的障壁が低いことから開発と生産が活発になった。1輪あたりの接地圧を下げて不整地走破能力を高めるため装輪数を増やす傾向があり、世界的には6輪や8輪の装輪装甲車が多い。

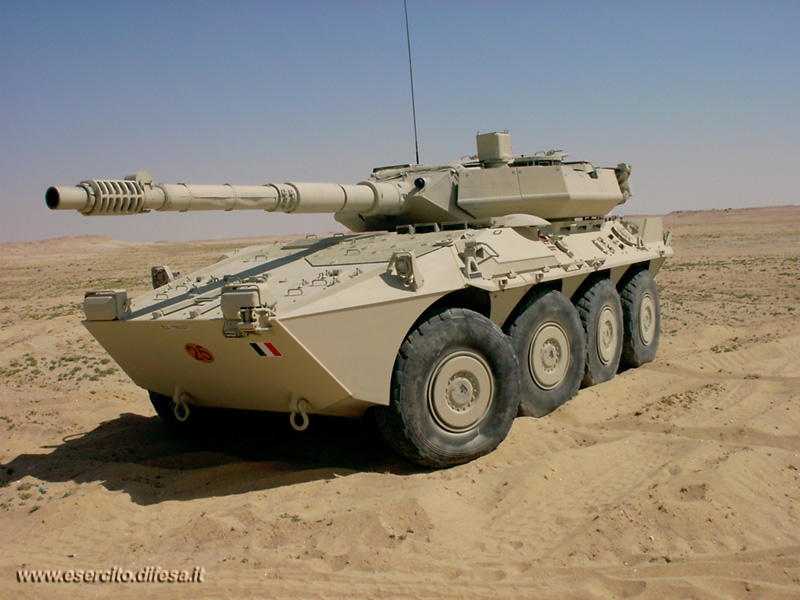
イタリア陸軍のチェンタウロ戦闘偵察車

装軌式の装甲兵員輸送車から歩兵戦闘車が生まれたように、装輪装甲車も市街地における乗車戦闘などの必要性から重武装化の傾向にある。
装軌式と装輪式の両装甲車では、RWS（Remote Weapon Station/System）と呼ばれる小型無人砲塔の搭載が増えている。これは、車上に設置された小型砲塔の機関銃や自動擲弾発射機、ロケット砲などを、車内からリモコンで操作できるものである。これらの火器に備え付けられた高倍率ズーム付き高解像度カメラや赤外線カメラの映像は車内に表示され、火器の照準としてだけでなく周囲警戒にも役立てられる。
IEDやEFP、対戦車地雷の脅威から車内を防護するためには、V字形の車体底部や、より厚い装甲および衝撃吸収座席等が有効であるが、重量増加や車体の拡大を招き、特に車高が高くなる傾向がある。

### 装輪装甲車と装軌装甲車

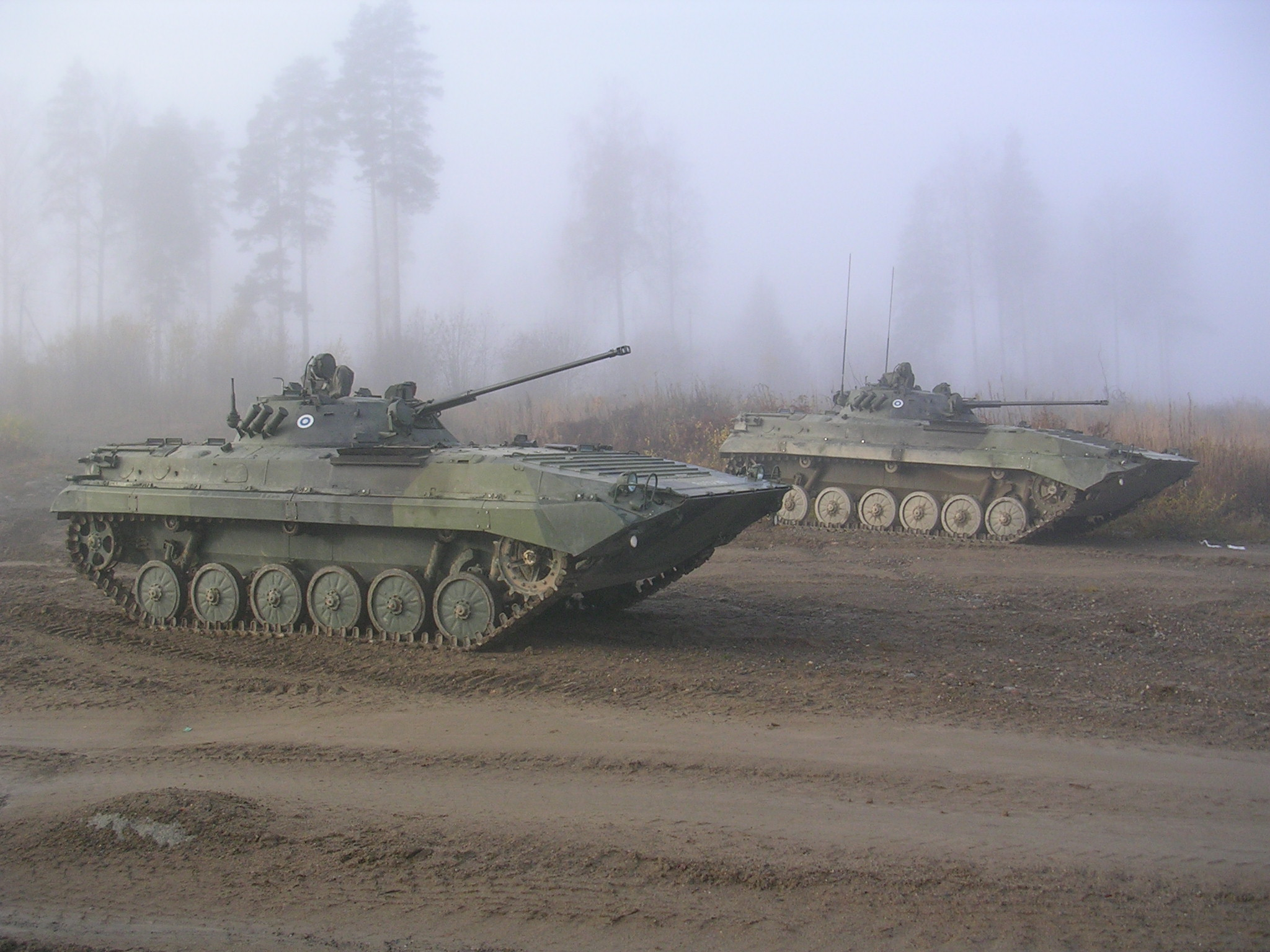
フィンランド国防軍の装軌歩兵戦闘車BMP-2。旧東側の主力歩兵戦闘車である

装輪装甲車は舗装路を長距離にわたって高速で自走することが可能で、道路上の移動に適している。燃料消費が比較的少なく、故障のリスクや保守の手間が少ない。また、パンクはもとより車輪の幾つかを失っても走行能力の維持が期待できることから地雷に対する抗甚性が高い。一方で、不整地や悪路での運動性能は装軌車両に及ばない。
装軌装甲車は路外の移動に優れており、戦車に追随して多様な戦場を機動できる。しかし燃費が悪く、長距離の自走は乗員や機械類および路面に負担が掛かるため、ゴムパッドが付いた履板を用いたり大型のトラック、トレーラー等の運搬車両（トランスポーター）に載せて移動する。履帯が切れたり起動輪や誘導輪が破損すると走行できなくなるため、地雷等には脆弱である。
装軌装甲車の無限軌道は、前後いずれかの駆動輪（スプロケット）で履帯に動力を伝え、残りの転輪や誘導輪は空転しているのみで転輪をサスペンションで支えるだけで済み、車体は無限軌道の間に低く位置できる。装輪装甲車は基本的に全ての車輪にドライブシャフトとディファレンシャルギアを用意し、大直径の車輪が上下動やステアリングで動く空間をタイヤハウスとして確保する必要がある。
装軌装甲車が無限軌道を採用するのは、路外走破性を得るだけでなく戦闘時の被弾から車内を防護する装甲を比較的厚くすることからくる重量増加に対応するためでもある。これは装輪装甲車が厚い装甲を持たないことを意味しており、装輪式であることは装甲を含めた車体重量に制限をもたらす。

### 分類
軍用装甲車は、用途や武装、装甲によっていくつかに分類される。以下の分類では装軌式と装輪式はあえて区別しない。
装甲兵員輸送車
1個分隊の歩兵を搭乗させることが可能であり、武装は機関銃あるいは自動擲弾発射機のみ。
歩兵戦闘車
中口径の機関砲や大砲を持つ砲塔を備えるものが多い。対戦車ミサイルを装備している車両も存在する。歩兵を搭乗させることが可能であるが、装甲兵員輸送車よりも収容人数は少なくなる。戦車に追従して随伴歩兵を保護・支援するという任務の都合上、装軌式が大半を占めているが、装輪式も存在する。対戦車兵器による攻撃を想定して装甲と車体形状が設計されている。
装甲偵察車
武装は機関銃や擲弾発射機程度となる。斥候として2名ほどの偵察要員の搭乗可能な車両もある。4輪駆動のものが多いが、観測センサーをタワー状に掲げるものは6輪以上になる。UAVを運用するものもある。
偵察戦闘車
3~4名程度の乗員のみを乗せて、主武装に機関砲や大砲を装備する。主に敵に小規模な攻撃を行ってあえて反撃させることで、敵の持つ兵器の数と種類、配置、性能や練度などを調査する威力偵察や火力支援を任務とするが、対戦車ミサイルを装備したものは戦車への攻撃も可能である。
機動砲型戦闘車両
装輪戦車とも呼ばれる、機動砲型戦闘車両という比較的新たな装甲戦闘車両は、第2世代の主力戦車の主砲級の90~105mm程度の戦車砲で、その多くは車重の軽い装輪装甲車に合わせて低反動化された砲を砲塔に備えている。従来、装甲車が用いる対戦車兵器としては対戦車ミサイルが主流だったが、戦車以外の陣地や狙撃兵などの目標に対峙した装甲車は、他に有効な武装を持たないためにこの高価なミサイルをこういった低価値目標にまで使用することになっていた。そこで、より費用対効果を高めるため、汎用性が高く単価の安い砲弾を用いる戦車砲を備えた装輪戦闘車両が生み出された。発展途上国では高価な戦車の代替品として導入されており、先進国では空輸性や威圧感が少ないなどの利点で採用が進んでいる。装甲に重量を割けないことから防御力は低く、旧式戦車が相手であっても砲撃戦はリスクが高い。そのため、戦車に対しては、遠距離から先制発砲後、機動性を生かして離脱することが想定されており、火器管制装置（FCS）は可能な限り高性能の物が導入される傾向がある。
偵察装甲車、偵察警戒車（RV）
他の軍用装甲車
指揮統制車
NBC偵察車

## 警察用装甲車
警察用の装甲車は、主に暴動鎮圧や銃犯罪への対処などに投入される。主に市街地で運用されるために装輪車両がほとんどを占めているが、アメリカアリゾナ州のフェニックス及びツーソン市警察SWATがM113装甲兵員輸送車を装備しているように、ごく稀に装軌車両が装備されることがある。文民警察の場合、大砲や対戦車ミサイルなどの重火器を装備することはなく、機関銃を装備することも稀で、主に放水銃などの非致死性兵器を装備している。また、近年は装甲材の発達や極端な威圧感を与えないために、軍用装甲車のような角ばった形状より民間車両のような丸みを帯びた形状の物が好まれる傾向がある。一方で、国家憲兵のような準軍事組織や、治安の悪い地域の警察では、防弾性能を優先させて軍用装甲車と同様に角張った形状の車両、もしくは軍用装甲車そのものか武装を簡略化したものが使われることが多い。
アメリカ合衆国の警察では、特にSWATのために用いられる (SWAT vehicle) 。有力な法執行機関では、レンコ・ベアキャットなど、法執行用途を想定して開発された装甲車を装備しているが、予算に余裕がない小規模な自治体警察や郡保安官事務所でも、1033プログラムに基づいてアメリカ軍の中古車（ハンヴィーやMRAPなど）の払い下げを受けることができる。ただしこちらは元来が軍用で普段の維持コストが高く、また特にMRAPは大型・大重量で高速を発揮できないなど、法執行用途には不適当な面もあるため、既に払い下げを受けていても、予算の都合さえつけばベアキャットなどへの更新を要望する機関が多い。

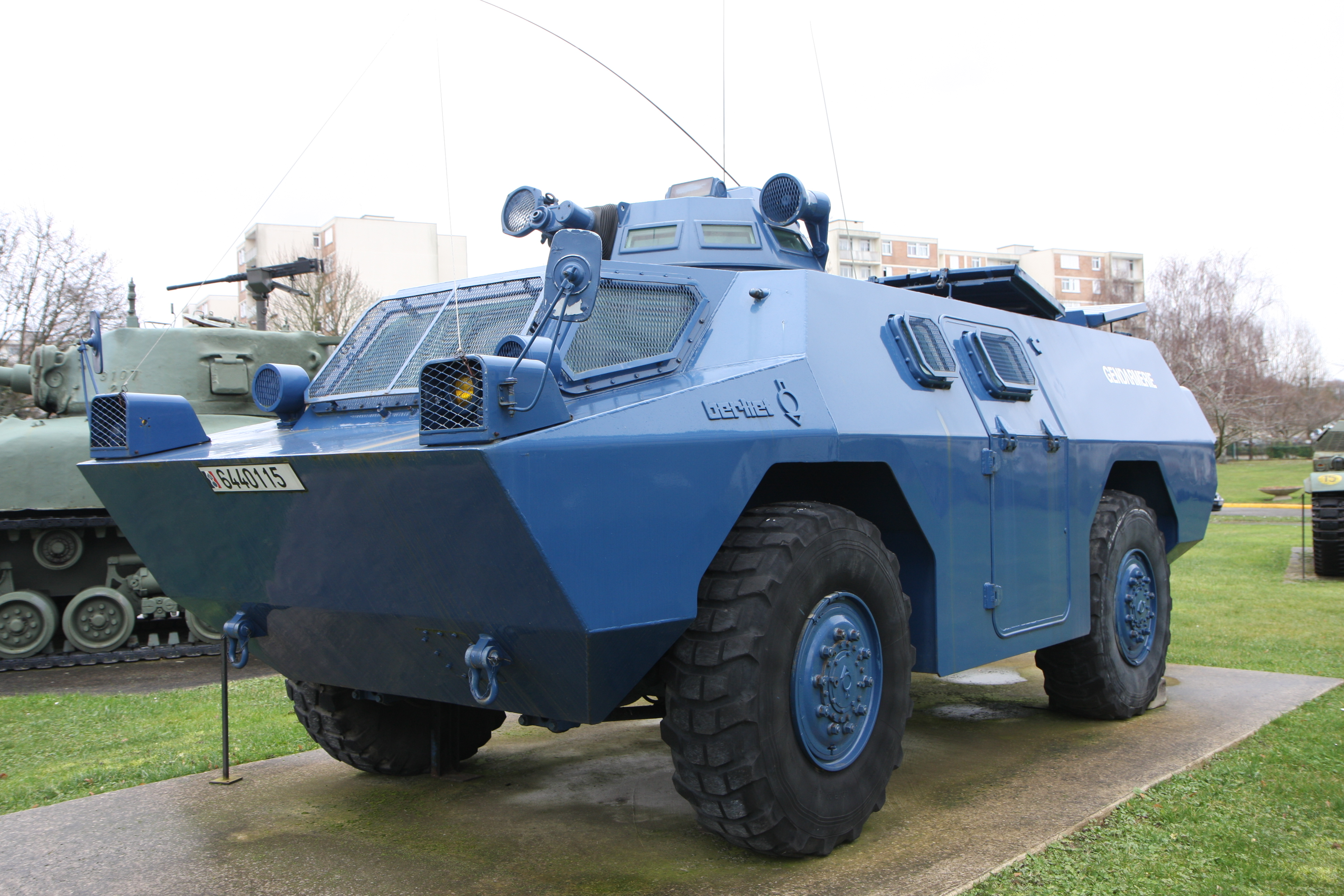
機動憲兵隊のVBRG装甲車。軍用のVAB装甲車をベースにしている
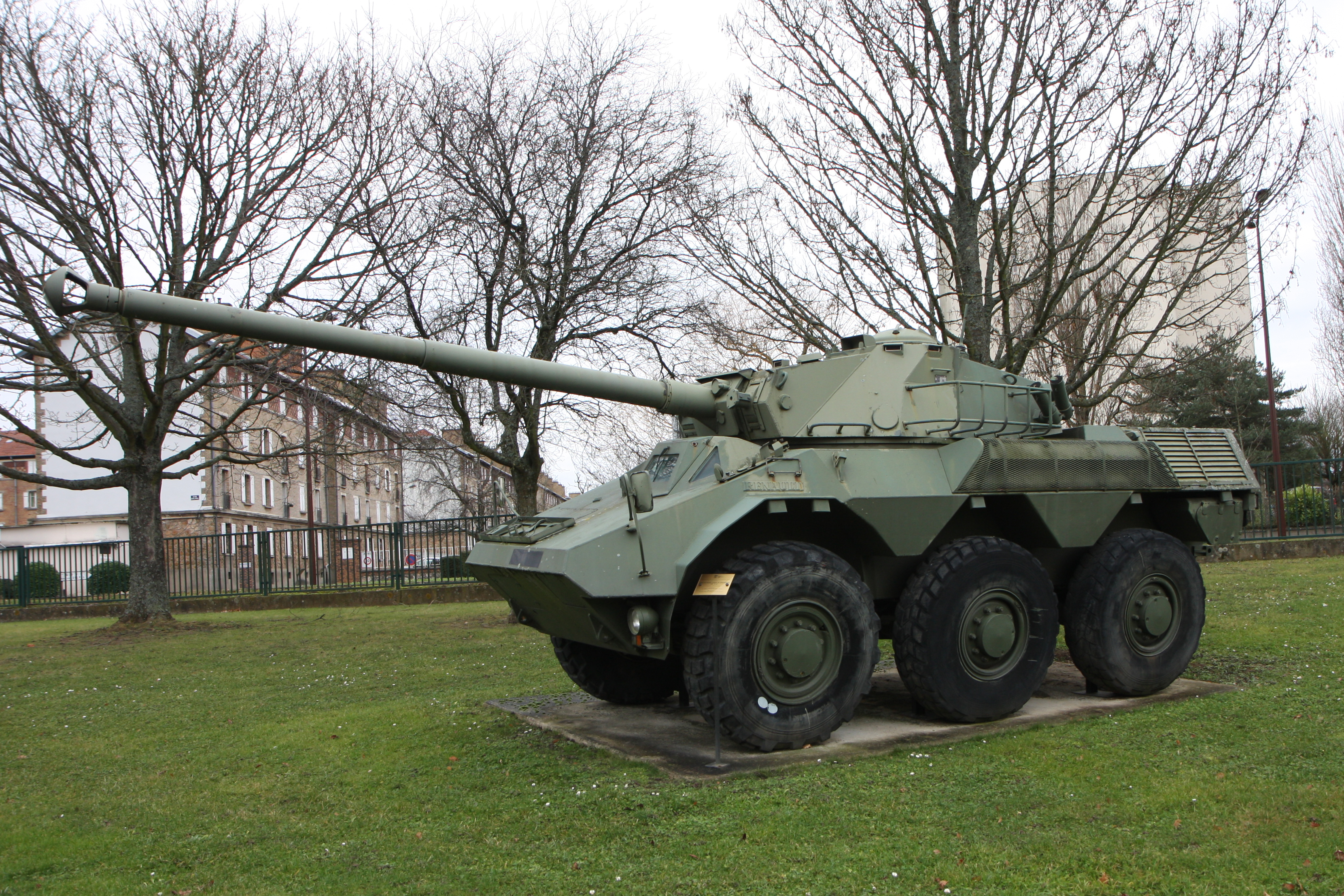
機動憲兵隊のVBC-90装甲車。90mm低圧砲を装備している
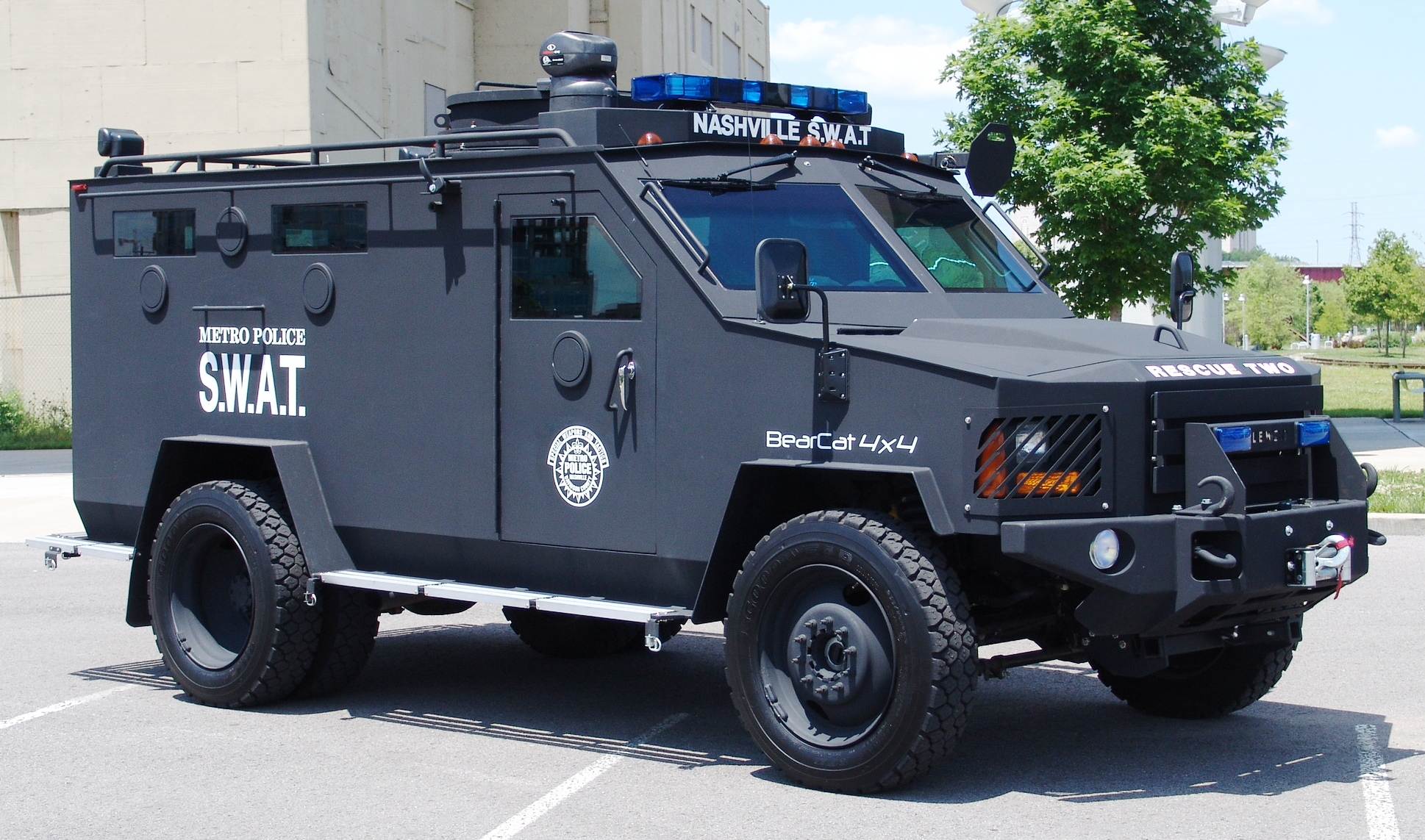
ナッシュビル市警察のベアキャット装甲車

## 装甲現金輸送車

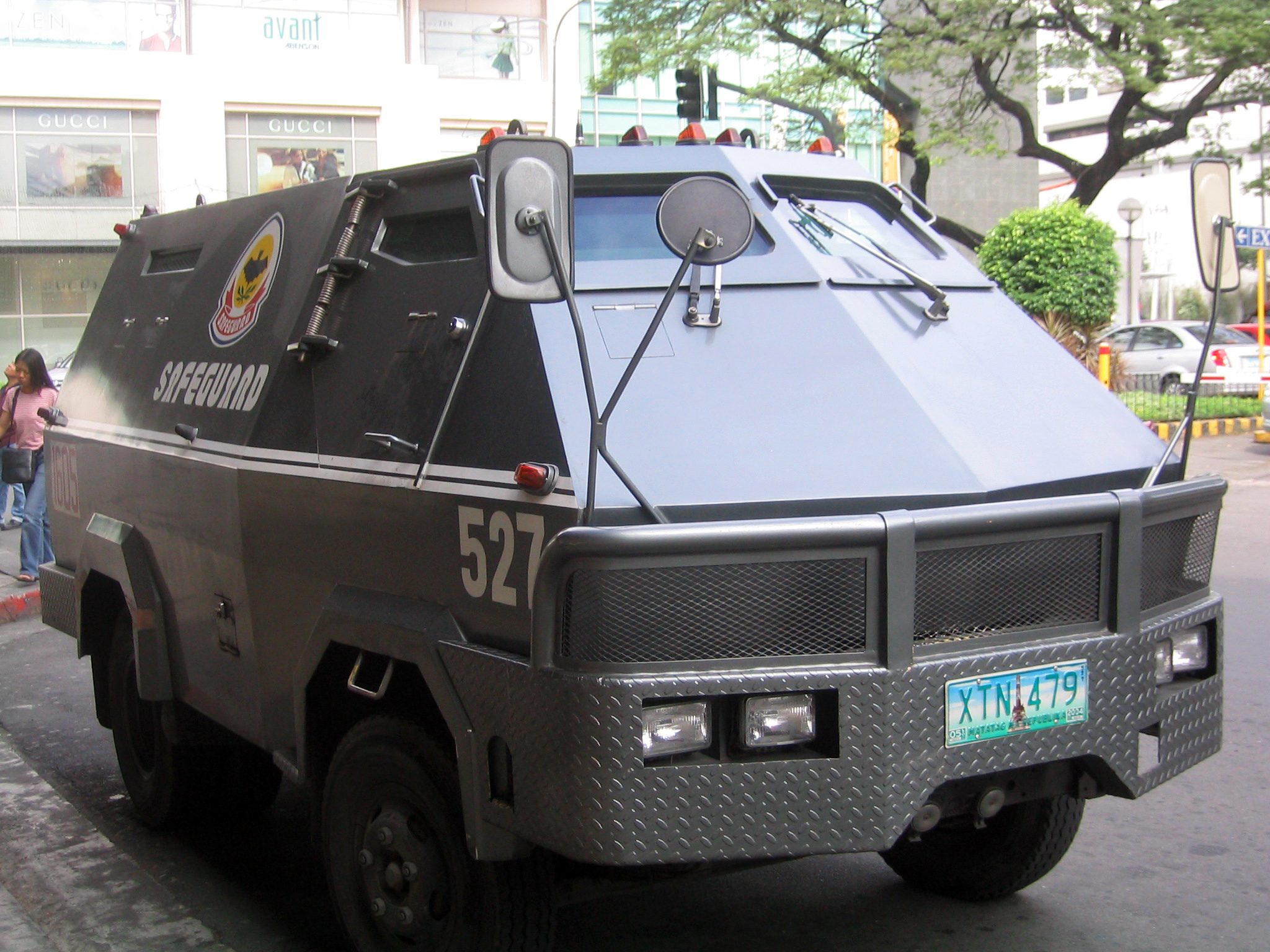
装甲現金輸送車（フィリピン、マニラ）

武装強盗による輸送車強奪に備えて装甲と防弾ガラス、特殊タイヤを装備した現金輸送車である。現金以外にも、貴金属や宝石類の輸送に使われるケースもある。民間の警備会社などが使用することもあり、機関銃などの武装は有さないのが通例である。また、車両も、あくまで公道を走ることが前提であるため、全幅や全長、車体重量などは、各々の国の法律に沿っていなくてはならない。

## VIP用装甲車両

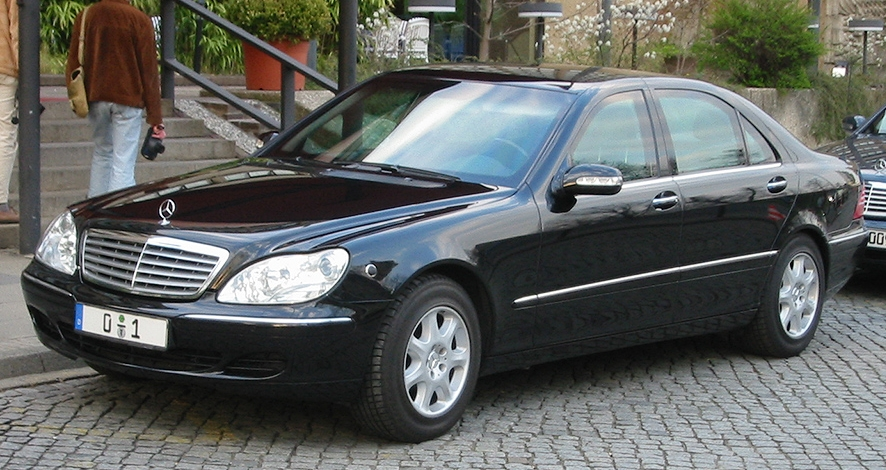
ドイツ連邦大統領用
装甲メルセデス・ベンツ・W220

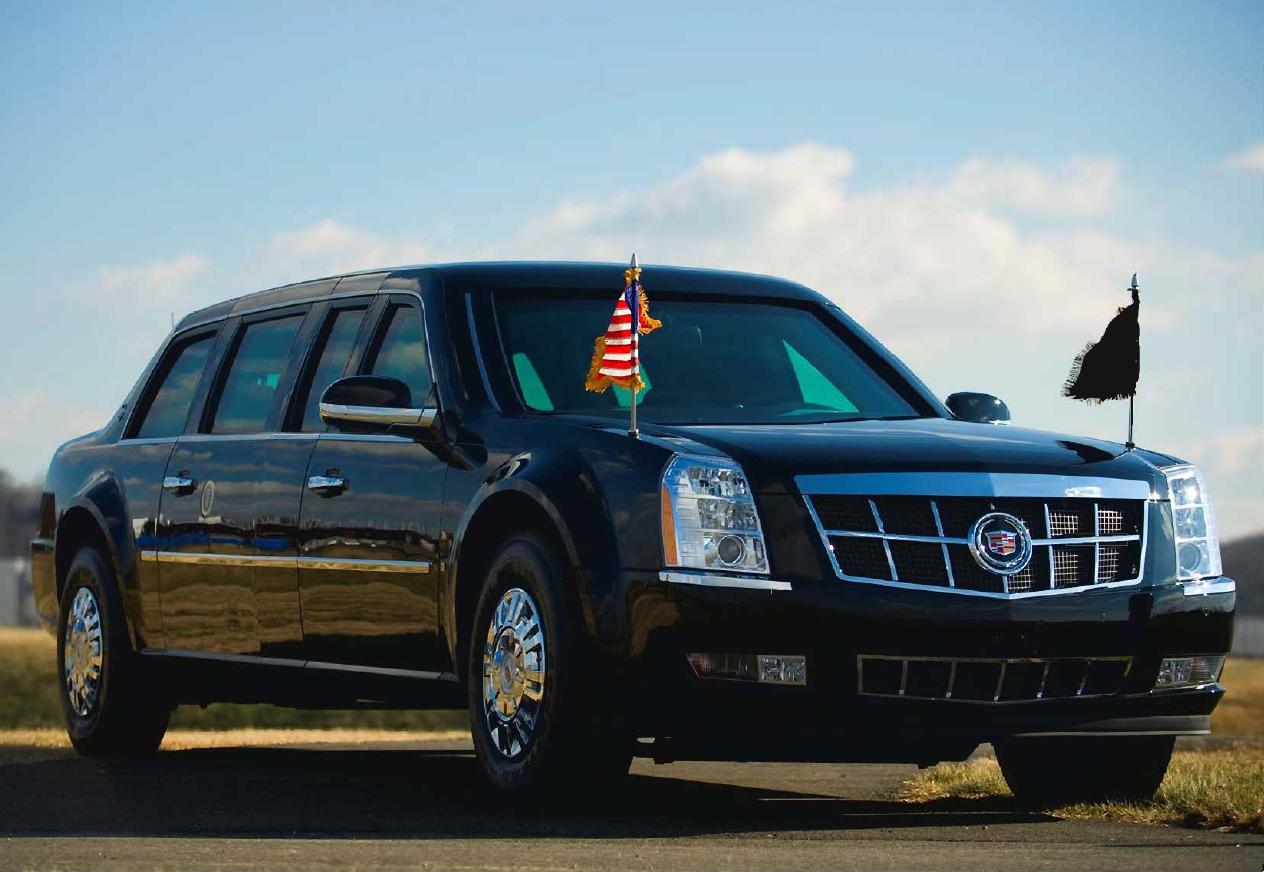
アメリカ合衆国大統領用
装甲キャデラック・DTSリムジン

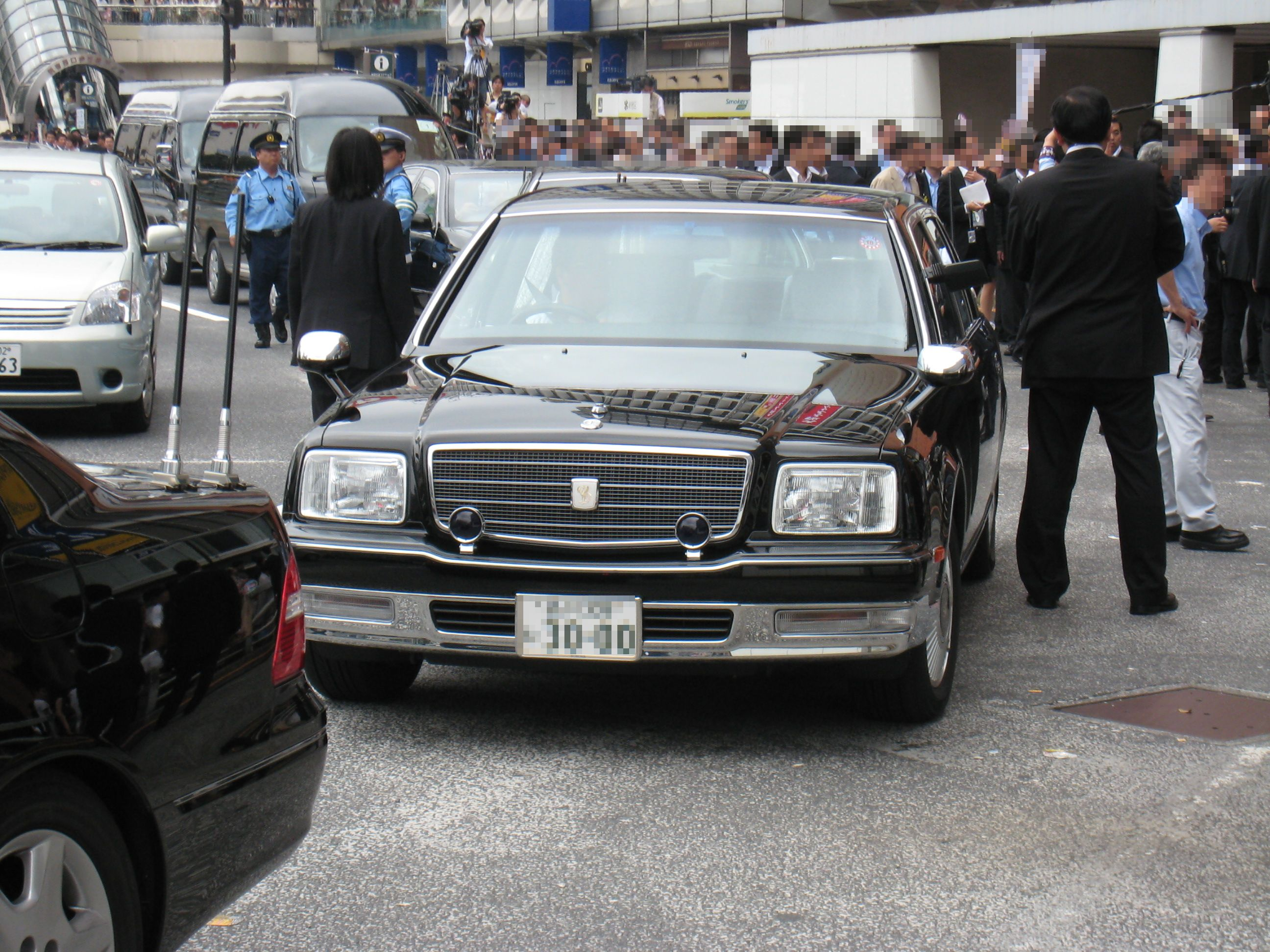
日本国内閣総理大臣用
装甲トヨタ・センチュリー

要人の移動や警護のために使用される車両で、外見上はごく標準的な高級セダンやリムジン、バスと変わらないが、防弾ガラスや装甲、パンクに耐えうる特殊タイヤを装備している。なお、武装は一切有していない。
例えば日本でもそういった要人用装甲車両を製作しているセキュリコを例に取ると、レクサス・LSやベンツW221をベースに、要人警護に必要な装備を施した「アーマードレクサス」や「アーマードベンツ」などがある。その改造点の例として
- 防弾ガラス、耐弾ボディー、さらには手榴弾やクレイモア地雷程度の爆発物なら至近距離で爆発しても耐えられる耐爆ボディーへの変更。
- タイヤが狙撃や爆発などでパンクしても現場を離脱できる特殊車輪の装備。
- 燃料タンクが被弾しても爆発しないような特殊な構造の軍用燃料タンクへの変更。

がある。